# 南勢青南宮
南勢青南宮（台灣台語：Lâm-sì-tshing-lâm-kiong） ，舊稱宮仔尾青山王公宮（Kiong-á-bué-tshing-sông-kong-kiong），創建於民國50年（1961年），是一座主祀靈安尊王的廟宇，
坐落於台灣新竹市北區延平路一段357巷128號，為新竹大南勢地區的信仰中心。

## 沿革

#### 地理位置
青南宮所在地屬於「大南勢」（今北區延平路南側至客雅溪之間）；其中「米粉寮」即內靠客雅溪畔一帶，因居民大多從事米粉製造業而得名，並且其中又尤以郭姓居多，係源自同一祖先之派下。

#### 緣起
民國50年（1961年）南勢里民郭金秀至南勢里汾陽堂(郭氏祖厝) 觀看觀乩儀式而為靈安尊王採乩，自此開始奉祀靈安尊王，並遵神意於庄內起乩救世。
郭氏於庄內辦事初期，經常商借庄內信眾之住宅神明廳作為臨時濟世之處，因屢有效驗而受到本庄與外地信徒的推崇有感，遂開始籌措建廟。廟宇本體於民國63年（1974）興建完工，並訂定「青南宮」為廟名。其中，「青南」二字即是「青山王公蒞臨南勢救世」之意，說明青南宮為青山王信仰在南勢地區的信仰新據點

#### 重修
爾後因廟宇老朽、漏水與蟲害蛀蝕情形嚴重，故於民國101年（2012年）進行廟宇主體整修以及金亭重建工程，並於隔年（民國102年，2013年）宣告落成，時逢開宮五十周年慶，同時啟建一朝宿啟慶成安座福醮。

## 供奉神祇

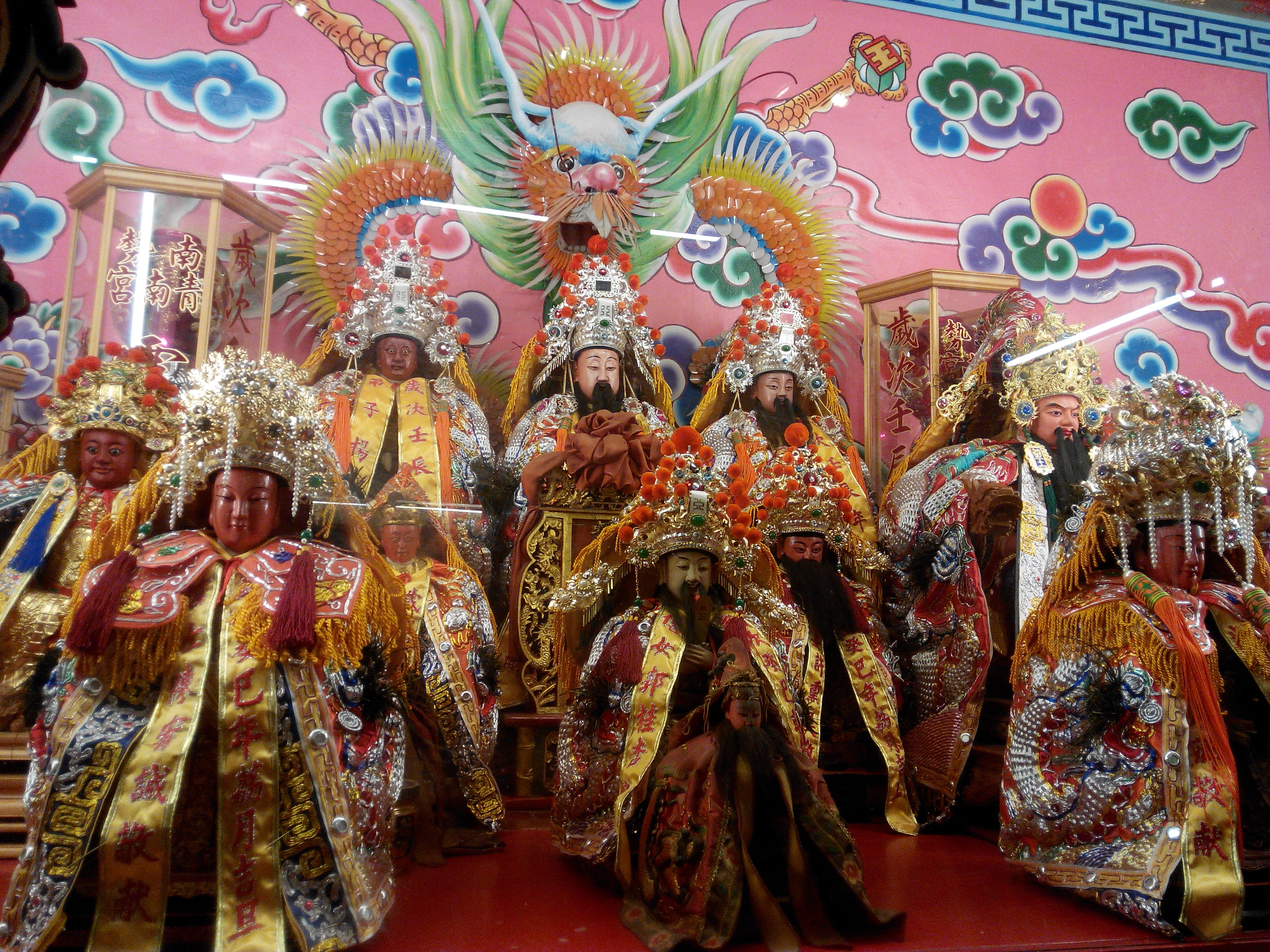
青南宮正殿神龕，正中為鎮殿靈安尊王，龍側為郭大帝，虎側為廣澤尊王

#### 主祀
正殿神龕主祀靈安尊王 ，陪祀有郭大帝、廣澤尊王等神，鎮殿靈安尊王前方設有靈安尊王神位牌，書有「敕封靈惠侯晉封靈安尊王神位」字樣。並有副尊靈安尊王、副尊廣澤尊王等神。

#### 配祀
龍邊神龕配祀為靈安尊王的兩位王妃：顯慶王妃與慶安王妃，兩側為隨侍宮娥。虎邊神龕則配祀青山太子與 五營將軍。
神龕前案桌奉祀有靈安尊王的從神，如文武判官、枷鎖將軍、謝范將軍等陰司部將；案下則祀有虎爺

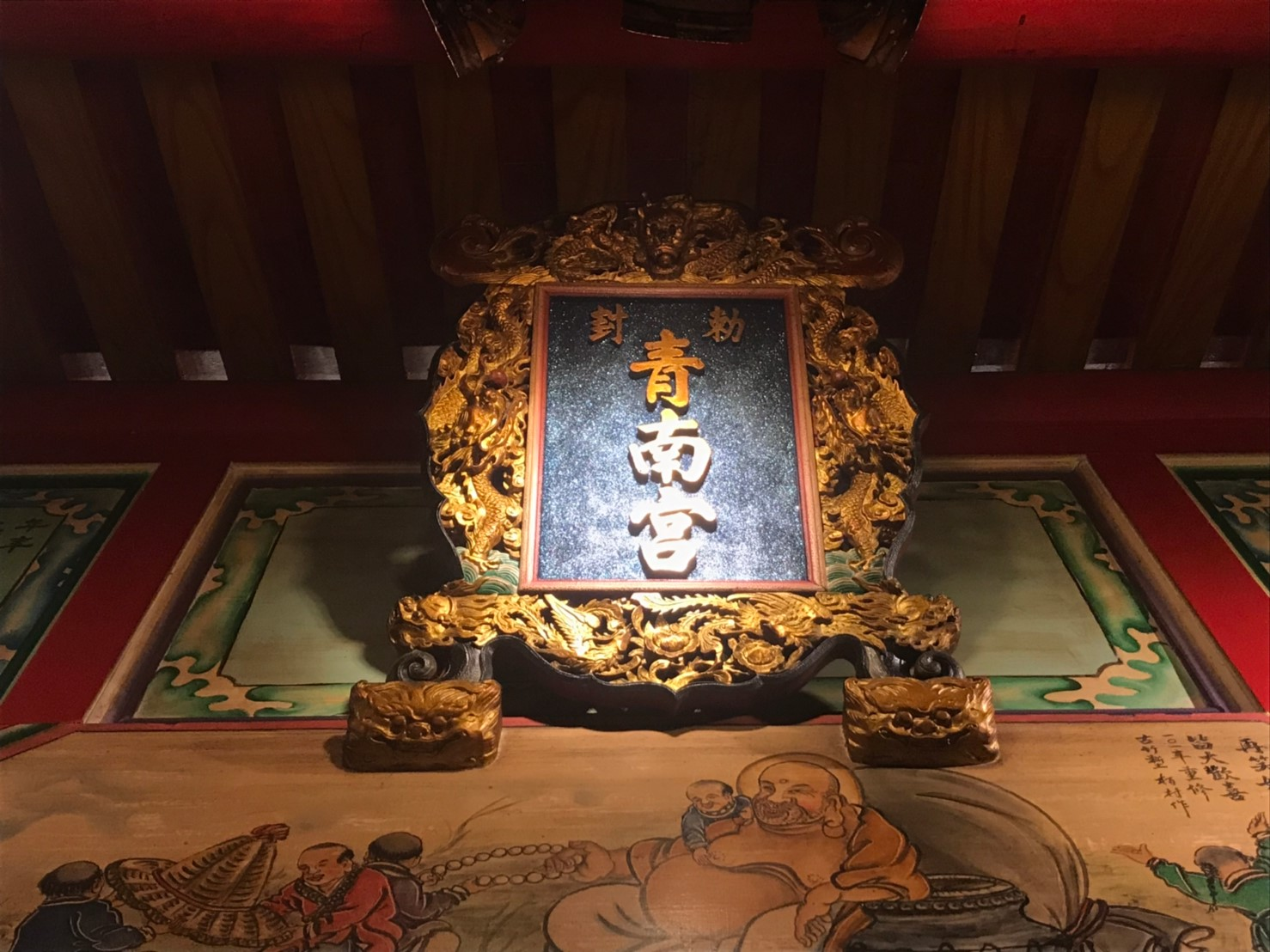
廟匾(華帶牌)，上書「勅封青南宮」字樣
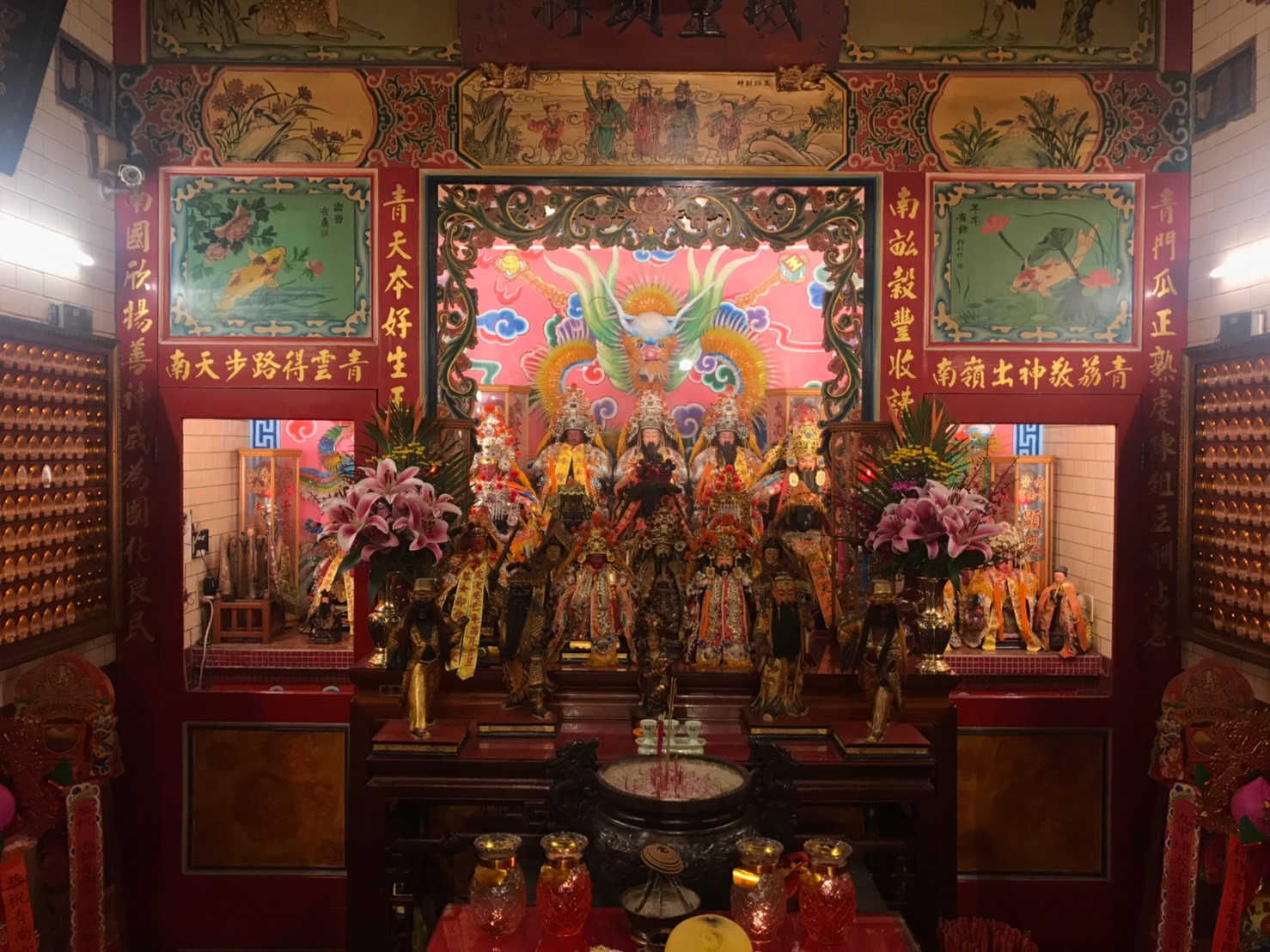
神龕全景
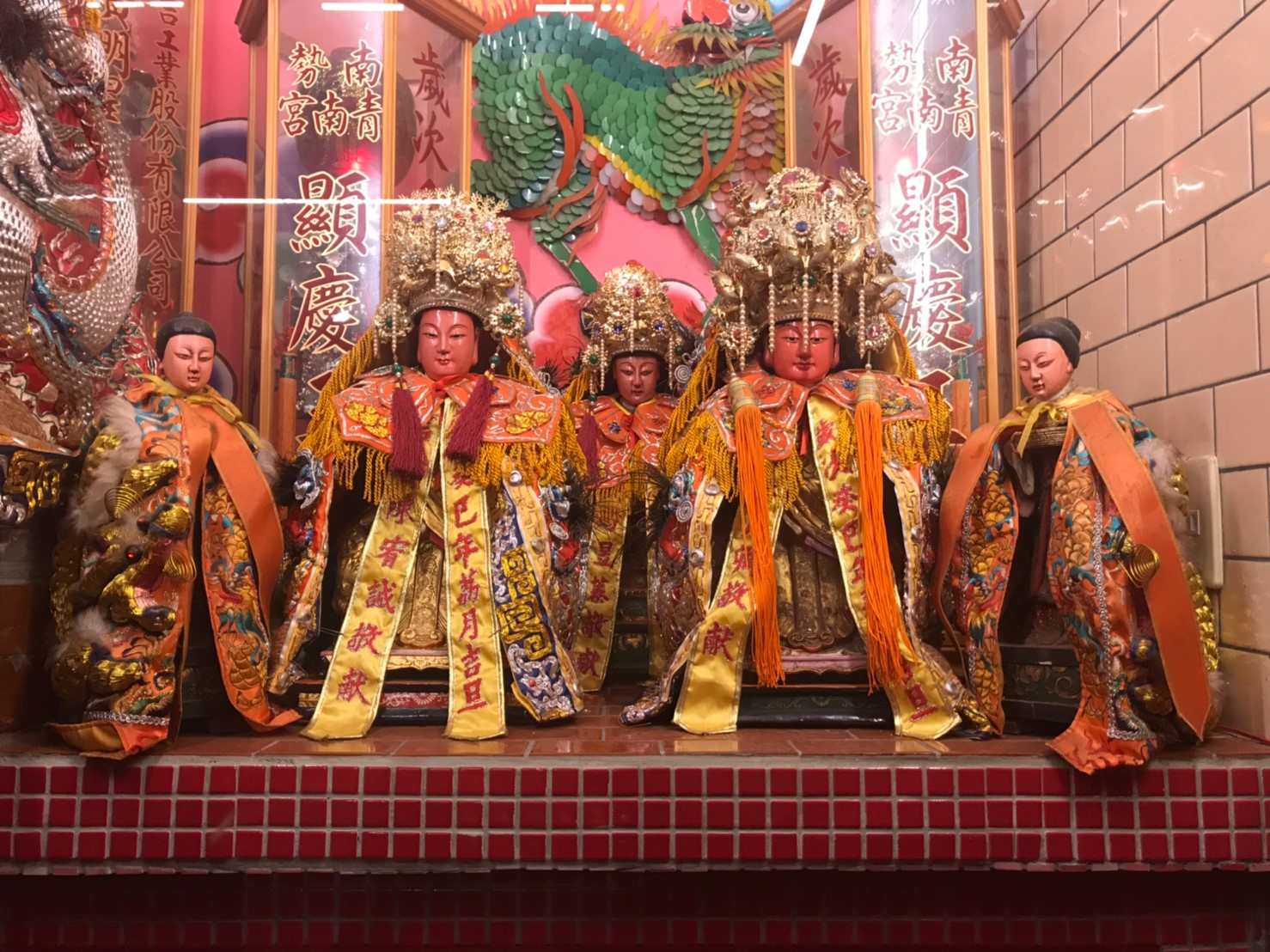
顯慶、慶安王妃與隨侍宮娥
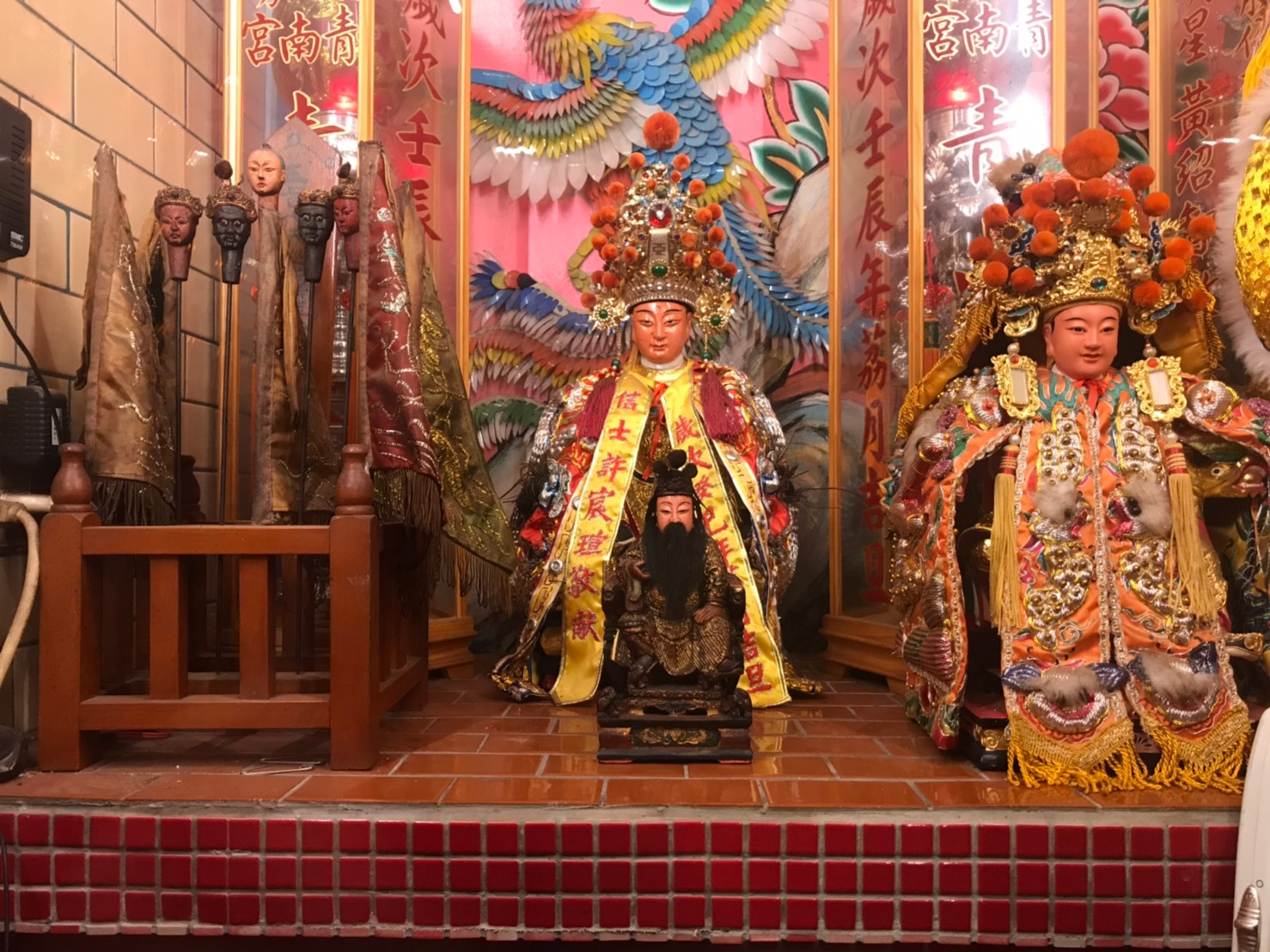
青山太子與五營將軍

## 建築
青南宮廟宇主體為單殿式建築，僅有一殿且廟身內部無柱；廟前建有拜亭，拜亭以四點金泥雕龍柱為支撐；天花板飾有雙龍戲珠彩塑，四角塑丹鶴環繞。
入口處兩側牆面壁堵以彩繪磁磚裝飾，採仕女欣詠梅、蘭、竹、菊之主題，題名分別為「踈寒春曉」、「三經重台」、「修竹不受暑」、「蘭維王者香」，皆為建廟早期之作品。
神龕與立面、門神、梁柱等木結構以及廟體皆由新竹彩繪名師傅柏村施作彩繪，如入門處的「五子鬧佛」、神龕立面「五路財神」(神龕正上方)、「年年有餘」(鯉魚)、「得祿平安」(梅花鹿)等神話花鳥題材作品，古風盎然，為其晚年之代表作之一。

## 聖誕與慶典日

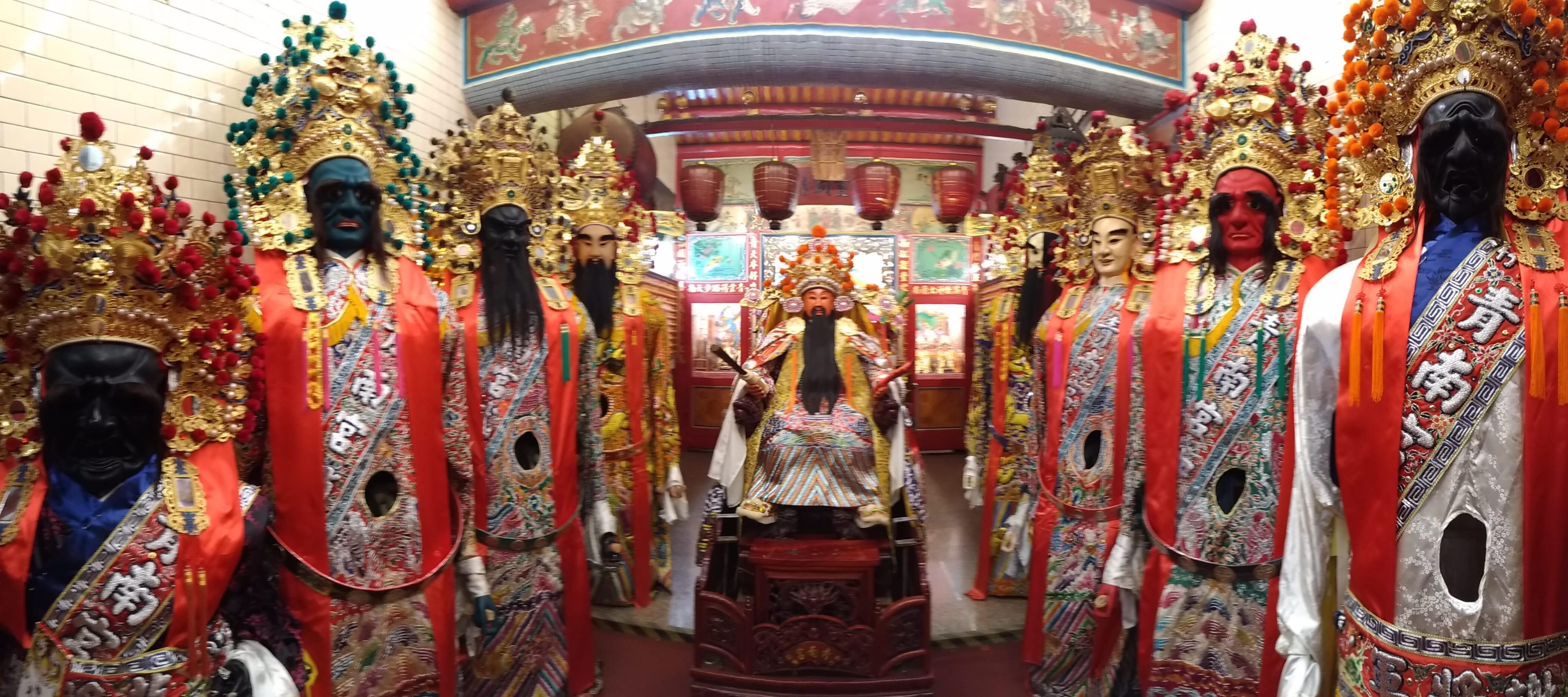
農曆十月夜巡繞境前夕，軟身靈安尊王神像(中)端坐神轎內
轄下眾位部司則分立於尊王神輿兩側
(註:左起為范將軍、鎖將軍、武判官、增祿司、陰陽司、文判官、枷將軍、謝將軍)

- 廣澤尊王聖誕 (農曆二月廿二日)
- 靈安尊王蒞境開宮紀念[8] (農曆四月初三日)
- 郭大帝聖誕 (農曆五月十一日)
- 顯慶王妃聖誕 (農曆六月十五日)
- 廣澤尊王得道 (農曆八月廿二日)
- 慶安王妃聖誕 (農曆九月廿九日)
- 靈安尊王聖誕 (農曆十月廿二日)
- 巡庄繞境 (農曆十月，不定時)

## 大事記
| 年分               | 事件                                                       |
| ------------------ | ---------------------------------------------------------- |
| 民國50年 （1961）  | 靈安尊王蒞境開宮濟世                                       |
| 民國58年 （1969）  | 肇建廟宇                                                   |
| 民國63年 （1974）  | 廟宇主體興建完成，內殿神龕彩繪完成                         |
| 民國99年 （2010）  | 靈安尊王、文武判官、枷鎖將軍神像、謝范將軍神偶及神將開光   |
| 民國100年 （2011） | 靈安尊王蒞境50週年，廣澤尊王二鎮神像暨謝范枷鎖四尊神將開光 |
| 民國101年 （2012） | 廟宇主體整修及金亭重建                                     |
| 民國102年 （2013） | 廟體整修完成，啟建一朝宿啟慶成安座福醮                     |
| 民國104年 （2015） | 盥洗室完工                                                 |
| 民國105年 （2016） | 靈安尊王蒞境55週年紀念，增祿司、陰陽司神將開光             |
| 民國106年 （2017） | 廣澤尊王三鎮神像開光                                       |
| 民國107年 （2018） | 駕前大二爺神將開光                                         |

## 其他
- 仁福宮：土地公廟，座於青南宮龍側，與之相鄰。土地廟主祀土地公與土地婆。傳說仁福宮自日治時期即存在，民國三十五年進行改建，至民國七十一年第二度修建。每年農曆八月初六日為福德正神聖誕，並於當日進行頭家爐主擲選。仁福宮的轄管之祭祀範圍約為南勢里十二至十六鄰、十七鄰部份住戶。[12]

## 註解
1. ↑  因地處南勢地區接近客雅溪之末端，設宮於此稱呼為「宮仔尾」，「宮」字於當地福佬語讀音做「 king」(音同「間」)
2. ↑  新竹地區盛行台語承襲泉州音調，因此「山王」兩字會連為一音讀念，如新竹人稱「城隍爺公」即會讀成「尚爺公」(擬音)；或鹿港地區稱呼廣澤尊王之「聖王公」為「相公」(擬音)。
3. ↑  《新竹市志》，〈卷一土地志〉，第15頁：「址在延平路南側至客雅溪之間，為形成於客雅溪下游曲流凸岸上的大聚落，光緒年間有戶62，丁口289；因位於崙仔之南而得名。行政上今屬南勢里，日據時期屬崙仔庄。」
4. ↑  上述沿革係經廟方證實說法，與歷來文獻紀載分靈自下竹里青山宮之觀點相左，特此說明
5. ↑  建造年份有民國58年（1969年）之說法，有待商確
6. ↑  興造青南宮前，新竹市區已有新竹青山宮同為主祀靈安尊王之廟宇。
7. ↑  尊王與王妃所誕之大太子
8. ↑  大二爺即為謝范將軍，惟造型採新竹六將風格，由於新竹地區六將系統對於謝范將軍另有不同稱號與職能觀點，故此遵照當地固有系統之說法為主

## 外部連結
- 南勢青南宮在Facebook的粉絲專頁
- 神明駐守地方 庇護風城 寶島神很大193集 PART1 1月2日完整版godblessbaodao20190102 - YouTube
- 神明駐守地方 庇護風城 寶島神很大193集 PART2 1月2日完整版godblessbaodao20190102 - YouTube